# Сент-Джон-Капистер
Сент-Джон-Капистер (англ. Saint John Capisterre Parish) — один из 14 округов (единица административно-территориального деления) государства Сент-Китс и Невис. Расположен на острове Сент-Китс. Административный центр — город Дьеп-Бэй-Таун, крупнейший город Саддлерс. Площадь 24,8 км², население 3 181 человек (2001).